# 杨霞
杨霞（1977年1月8日—）是中国一位女子举重运动员，出生于湖南省保靖县，土家族。1988年，杨霞入选湘西自治州业余体校女子举重班成为首批队员。1989年11月人选湖南省女子举重队。1997年在第10届亚洲女子举重锦标赛上，杨霞夺得54公斤级抓举、总成绩2枚金牌，挺举银牌，4次打破3项世界纪录。在1998年亚洲运动会上，夺得53公斤级总成绩金牌，3次破2项世界纪录，实现了湖南女子举重亚运会金牌零的突破。在2000年悉尼奥运会上，杨霞以绝对的优势夺得53公斤级金牌，并打破3项世界纪录，成为中国第一位女子举重奥运会冠军。2003年冬天，杨霞正式退役。2002年至2006年，杨霞在湖南师范大学攻读了四年，大学毕业后在湖南省举重运动管理中心工作。2008年，在其家乡保靖县建成了一座以其名字命名的体育馆——保靖县杨霞体育馆。